# Alliant Energy
Alliant Energy Corporation, (NYSE: LNT), är ett amerikanskt energibolag som förser delstaterna Iowa, Minnesota och Wisconsin med elektricitet och naturgas. Bolaget består av fyra dotterbolag som för sig levererar till olika geografiska områden i de tre delstaterna.